# Kolonia Przybyszewo
Kolonia Przybyszewo – kolonia w Polsce położona w województwie mazowieckim, w powiecie sierpeckim, w gminie Gozdowo.
W latach 1975–1998 miejscowość administracyjnie należała do województwa płockiego.